# Régiment de La Tour d'Auvergne (1805-1811)
Ne doit pas être confondu avec Régiment de La Tour d'Auvergne ou 1er régiment étranger.
Le 1er régiment étranger est un régiment constitué sous le Premier Empire sous l'appellation de Régiment de La Tour d'Auvergne. Formé principalement avec des prisonniers de guerre autrichiens, russes et espagnols, il effectue la quasi-totalité de son service sous l'Empire dans la péninsule italienne, de 1806 à 1814. Un de ces bataillons participe également à la guerre d'Espagne. Le corps est finalement dissous en 1815 après dix années d'existence, période durant laquelle il voit se succéder trois colonels : l'un d'eux, Godefroy de La Tour d'Auvergne, donne son nom au régiment.

## Création et différentes dénominations
Le régiment de La Tour d’Auvergne est créé par décret du 8 vendémiaire an XIV (30 septembre 1805),. Il est formé à Wissembourg au moyen d'hommes de diverses nationalités, mais principalement de prisonniers de guerre autrichiens et russes,. Ses officiers sont souvent d'anciens émigrés, à l'exemple de Charles d'Escorches de Sainte-Croix ou Joseph II de Banyuls qui, après avoir combattu la Révolution, se sont ralliés à l'Empire. Le colonel Godefroy Maurice Marie Joseph comte d'Apchier, prince de La Tour d'Auvergne, ancien officier de Louis XVI, prend le commandement du corps en 1805 et donne son nom au régiment.
À sa création, il est divisé en trois bataillons calqués sur le modèle de l'infanterie légère avec un effectif théorique de 2 500 hommes. Ainsi, chaque bataillon aligne six compagnies dont deux d'élite : une compagnie de carabiniers — équivalents des grenadiers dans l'infanterie de ligne —, une de voltigeurs et quatre compagnies de chasseurs. Chaque compagnie est commandée par un capitaine ayant sous ses ordres : 1 lieutenant, 1 sous-lieutenant, 1 sergent-major, 4 sergents, 1 caporal-fourrier, 8 caporaux, 121 hommes du rang et 2 tambours, soit 140 hommes.
En 1809, les prisonniers de la campagne d'Autriche permettent de lever un 4e bataillon à Belfort,. Un décret du 4 août 1811 forme un 5e puis un 6e bataillon au moyen de prisonniers de guerre espagnols, chaque bataillon comptant six compagnies. Le 11 août 1811, le régiment, commandé par le colonel Jean-Baptiste Danlion prend le nom de « 1er régiment étranger »,. À la fin de 1813, les deux premiers bataillons sont épargnés par la décision de désarmer les troupes étrangères. Les quatre autres forment un bataillon de pionniers. Le régiment est finalement dissous le 2 mai 1815.

## Chefs de corps
- 29 novembre 1805 : Godefroy Maurice Marie Joseph de La Tour d'Auvergne, colonel en premier
- 13 février 1809 : Louis Pierre Milcolombe Drummond, colonel en premier
  - 1811 : Jean-Baptiste Danlion, colonel en second
- 31 mars 1812 : Jean-Baptiste Danlion, colonel en premier
- 8 avril 1813 : Louis Pierre Milcolombe Drummond, colonel en premier[4]

Pendant les campagnes de la Révolution et de l'Empire, le régiment de La Tour d'Auvergne compte un officier tué, trois morts des suites de leurs blessures et trente-trois blessés.

## Historique des garnisons, combats et batailles du1errégimentétranger
Fin 1806, le régiment est affecté à l’armée de Naples, où il combat jusqu'en 1812 puis dans les Alpes.
En 1809, le 4e bataillon nouvellement levé est affecté en Espagne dans la province de Catalogne : il rejoint les autres bataillons dans le royaume de Naples en 1811,.
- 1807 : Calabre[4],[5]
- 1809 : San Marco la Catola[4],[5]
- 1811 : Scylla[4],[5]
- 1813 : Brixen, Ferrare, San Marco, et Saint-Michel[4],[5]
- 1814 : Mincio[2],[4],[5]

## Drapeau du régiment
Les trois bataillons reçoivent en 1806 une aigle et un drapeau du modèle Challiot dont les inscriptions sont inconnues. Le régiment reçoit en 1812 un drapeau du nouveau modèle, sans nom de bataille, dont l’inscription est sans doute :

## Uniformes

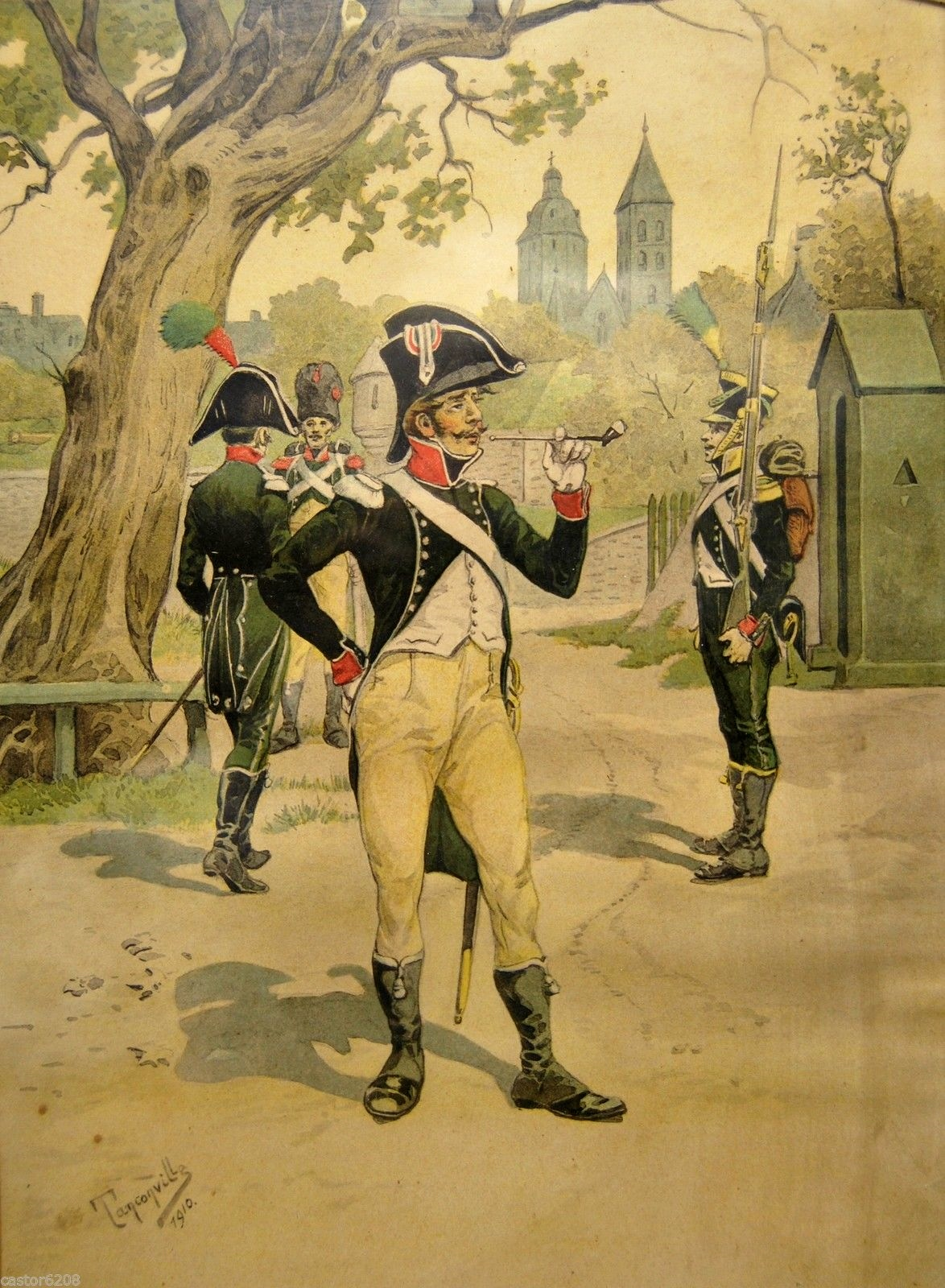
Régiment de La Tour d'Auvergne, 1805 : officier de chasseur en tenue de parade, grenadier, officier en tenue d'été et voltigeur. Illustration d'Henry Ganier-Tanconville, 1910.

Le décret de création du régiment spécifie que le régiment, classé dans l'infanterie légère, aura un uniforme dont le fond sera vert, et un gilet blanc. L'uniforme, tel qu'il est connu actuellement, correspond effectivement à celui de l'infanterie légère, en remplaçant par le vert la couleur bleue du fond de l'habit.
Un contemporain a écrit à propos des soldats du 1er régiment étranger que « dans leur bel uniforme vert, ils faisaient de nombreuses conquêtes féminines… spécialement auprès des cuisinières ! »

### Chasseurs
D'après le commandant Eugène Louis Bucquoy,, les compagnies de chasseurs auraient porté le chapeau à l'origine, seulement remplacé par le shako à partir de 1806. Ce chapeau de feutre noir est surmonté d'un plumet vert avec cocarde tricolore gansée de blanc à la base. À partir de 1807, le shako fait son apparition. En feutre noir, à bande du haut et du bas en cuir noir, il est orné d’une plaque en losange de métal blanc estampée de l’aigle impérial. Le pompon est à la couleur de la compagnie ; quant au plumet, il reste vert avec cocarde tricolore gansée de blanc à la base. Cordons et raquettes sont blancs. À cet ensemble s'ajoute une visière de cuir noir et des jugulaires de métal blanc. À partir de 1809, une aigle à soubassement de laiton estampé du numéro du régiment complète la coiffure. Les jugulaires deviennent à écailles de laiton. À partir de 1813 est introduit un shako du nouveau modèle avec aigle à soubassement de métal blanc. Le cordon et le plumet sont supprimés.
L'habit du chasseur est à la française avec pans longs de drap vert, collet échancré écarlate à passepoil blanc, épaulettes à franges blanches et revers en pointe verts à passepoil blanc. Les parements sont écarlates passepoilés de blanc avec pattes vertes passepoilées de blanc. Les retroussis sont verts à passepoil blanc ; quant aux poches en long, elles sont simulées par un passepoil blanc. Les boutons sont en métal blanc. En 1807, l'habit est le même, mais à pans courts et parements verts passepoilés de blanc à pattes écarlates passepoilées de blanc. En 1813, cette tenue est remplacée par un habit-veste à pans courts, collet et revers agrafés avec les mêmes agréments. Les épaulettes sont retirées au bénéfice de pattes d'épaule vertes lisérées de blanc. Un gilet vert, une culotte de drap vert, des guêtres hautes — blanches en grande tenue et noires en tenue de route, remplacées vers 1809 par des demi-guêtres dans toutes les tenues — viennent compléter l'uniforme. L'équipement comprend des buffleteries blanches et une giberne en cuir noir, auxquels s'ajoute un sabre d'infanterie à dragonne blanche.

### Carabiniers
Les compagnies de carabiniers sont dotées du bonnet à poil de fourrure noire, semblable à celui des carabiniers de l'infanterie légère, sans plaque ni fond de tissu, à cordons, raquettes et plumet écarlates. Le bonnet est remplacé en 1813 par le shako à bande du haut et du bas et V sur les côtés écarlates, avec pompon écarlate à houppe de même. Les épaulettes sont à franges rouges et les retroussis ornés d’une grenade écarlate. Les guêtres d’infanterie légère sont à galon et gland écarlate. La giberne, enfin, est ornée d’une grenade de laiton ; le sabre d’infanterie à garde de même à une branche est rangé dans un fourreau de cuir noir à garnitures de laiton et dragonne écarlate.

### Voltigeurs
Les voltigeurs portent le shako à cordon vert et plumet vert à sommet jaune. En 1813, le shako subit quelques modifications : bande du haut et du bas et V sur les côtés jaunes, pompon vert à houppe jaune. Au niveau des épaulettes, elles sont à franges vertes avec tournante chamois à franges jaunes. Les retroussis sont ornés d’un cor chamois. Cordons et raquettes verts viennent compléter le plumet vert à sommet jaune. Les guêtres d’infanterie légère sont à galon et gland chamois, tandis que le sabre est celui des grenadiers, avec une dragonne verte à gland chamois.

### Officiers et sous-officiers
La tenue des officiers est essentiellement celle de la troupe, à pans longs, avec néanmoins quelques distinctives particulières. Les insignes de grade — épaulettes et galons en haut du shako — sont en argent, de même que les bottes hongroises noires à galon et gland argent. Dans le cas des officiers supérieurs, un plumet blanc est inséré dans une tulipe argent. Le harnachement se compose d'une selle française à chabraque et chaperons de drap vert galonné d’argent. Pour les sous-officiers, les galons de grade blancs ou argent sont portés sur les manches. Les sergents se distinguent par le port des épaulettes à tournante et franges mêlées de fil d’argent, caractéristique qui se retrouve sur le cordon du shako.

### Tambours, musiciens et sapeurs
La tenue des tambours est celle de la troupe avec col, revers et parements galonnés d’écarlate. Les sapeurs du régiment, quant à eux, arborent l'uniforme des grenadiers avec les insignes de sapeur — grenade surmontée de haches croisées — en drap blanc sur les manches. Ils portent également un tablier de cuir blanchi, des banderoles ornées de haches croisées en laiton et un armement comprenant une hache et un sabre de sapeur. En ce qui concerne les musiciens, ils revêtent la tenue de la troupe aux couleurs inversées, soit écarlate distingué de verts, avec col, revers, parements, pattes, poches et haut du shako galonnés d’argent. Les trèfles sont argent aux épaules, le plumet et le pompon blancs. La partie inférieure du costume est constituée d'une culotte verte et de bottes hongroises noires à galon et gland argent. À partir de 1809, la tenue est celle de la troupe, verte, avec les mêmes ornements.